# Судова система Чехії
Судова система Чеської Республіки встановлюється Конституцією цієї держави, яка визначає суди самостійними органами в рамках традиційної системи стримувань і противаг.
Весь четвертий розділ Конституції Чеської Республіки присвячений визначенню ролі  судової влади. У ньому говориться, що основною функцією судів є захист прав у порядку, встановленому законодавством Чеської Республіки, і судам надається повна компетенція у визначенні вини і покарання за злочини. Суди конституйовані як незалежні, хоча їх адміністрування знаходиться в руках Міністерства юстиції.
Чеські суди очолюються професійними суддями, які призначаються Президентом республіки безстроково, і, як правило, не можуть бути відкликані або переведені без їх згоди.
Чеська Республіка має систему судів загальної юрисдикції, мережа яких є чотирирівневою, та спеціалізованих судів.
Більшість вищих судів розташовані у Брно, так, щоб забезпечити противагу концентрації влади в столиці — Празі (т.зв. «прагоцентризм»).

## Суди

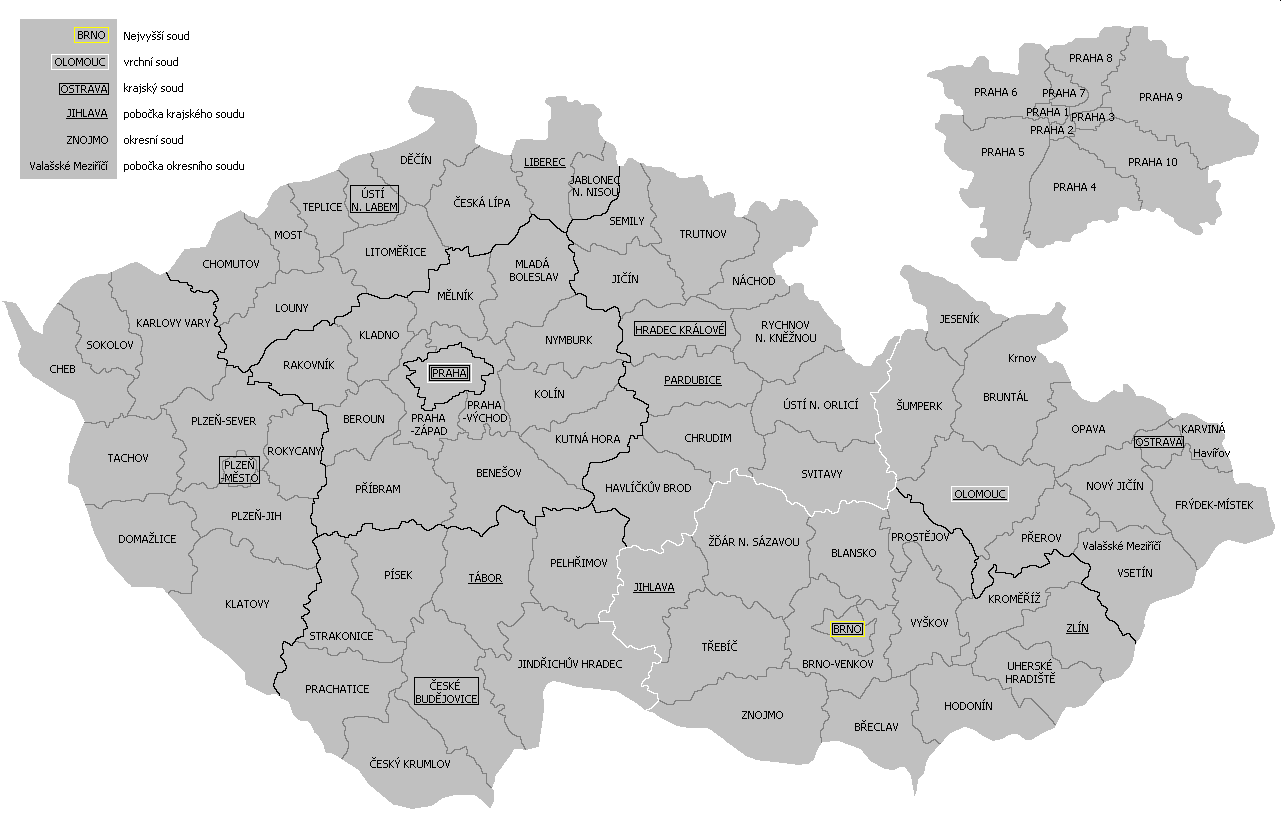
Схема судів загальної юрисдикції в Чехії

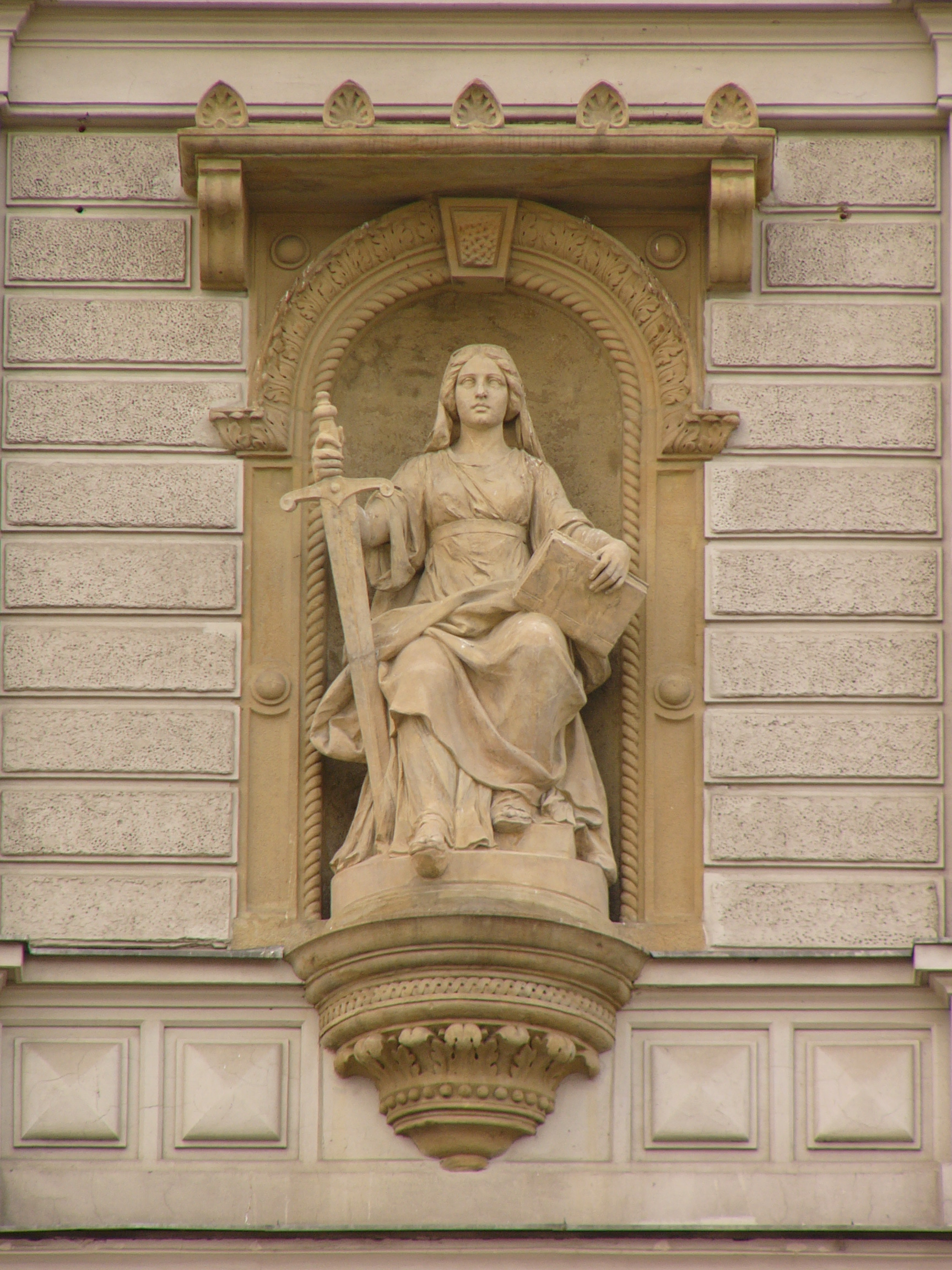
Алегорія правосуддя на фасаді районного суду в Оломоуці

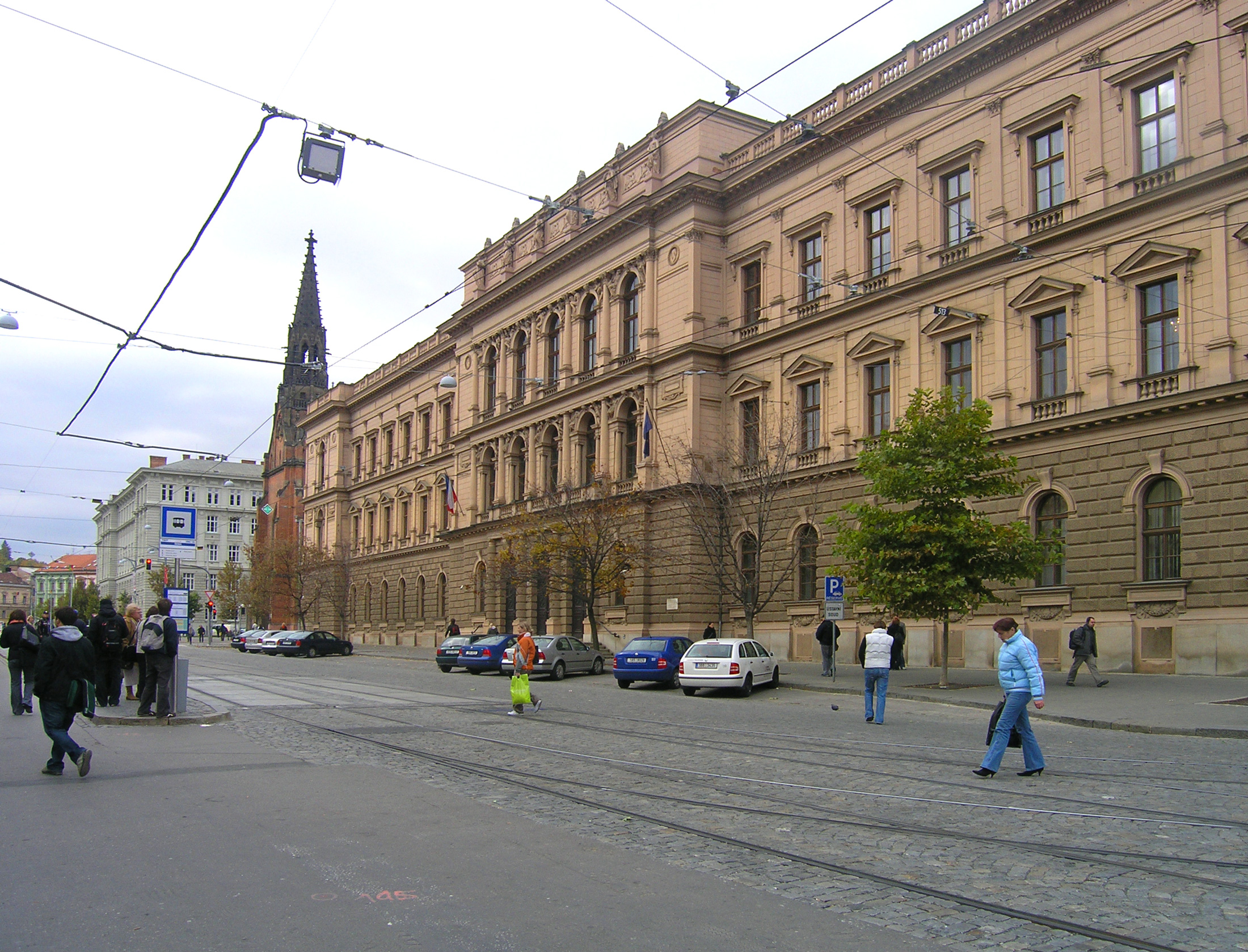
Конституційний Суд у Брно

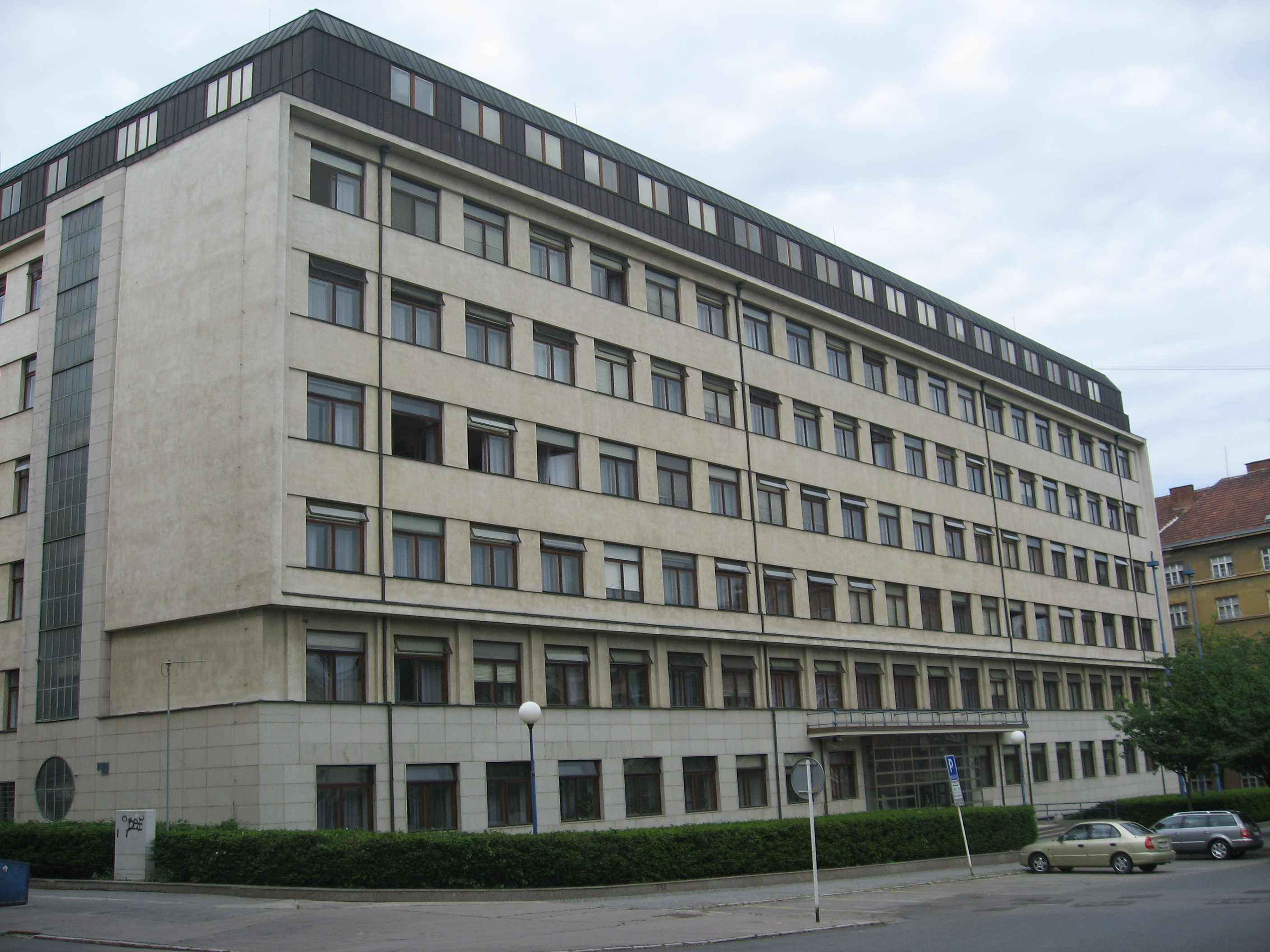
Верховний суд у Брно

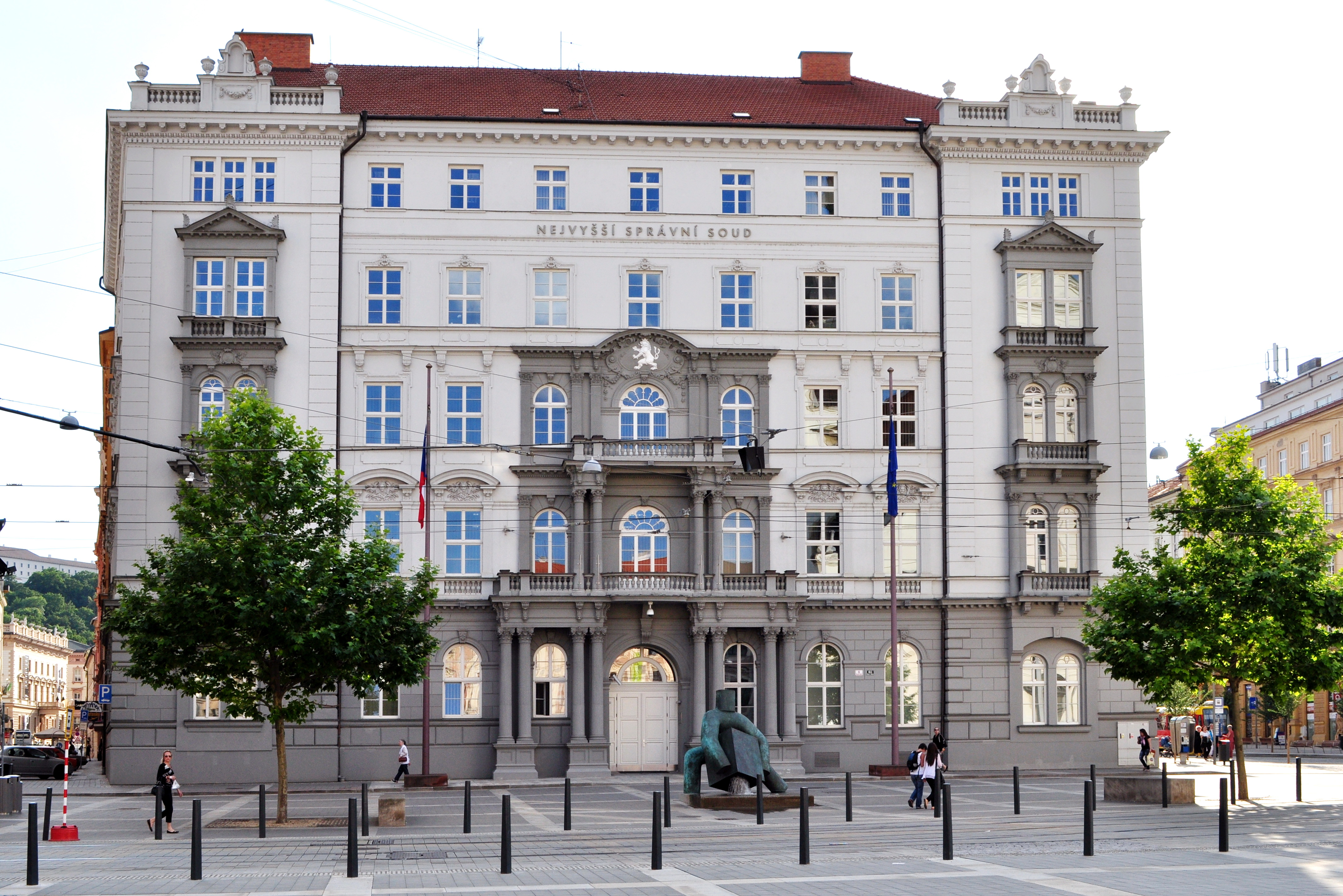
Верховний адміністративний суд у Брно

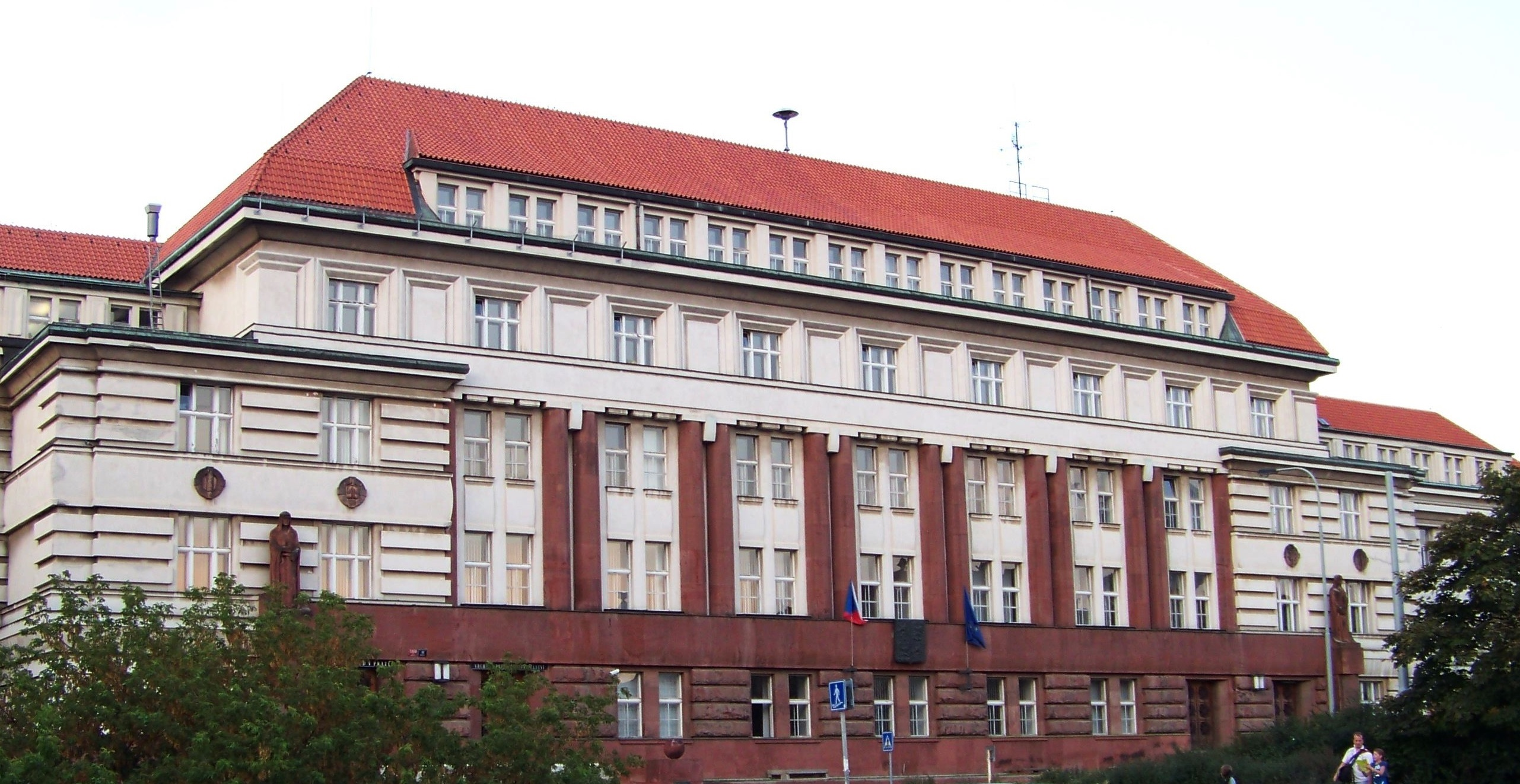
Вищий суд у Празі

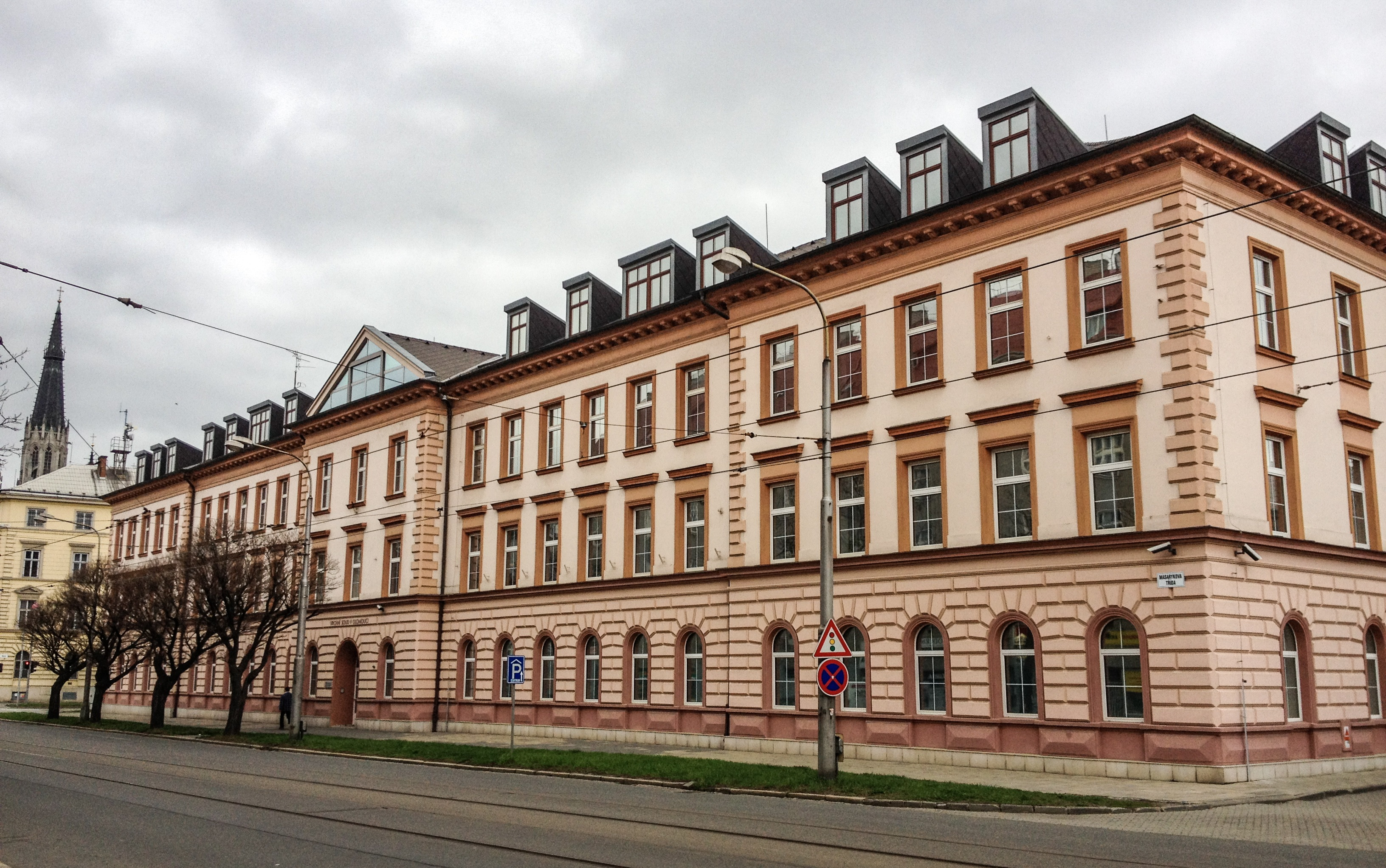
Вищий суд в Оломоуці

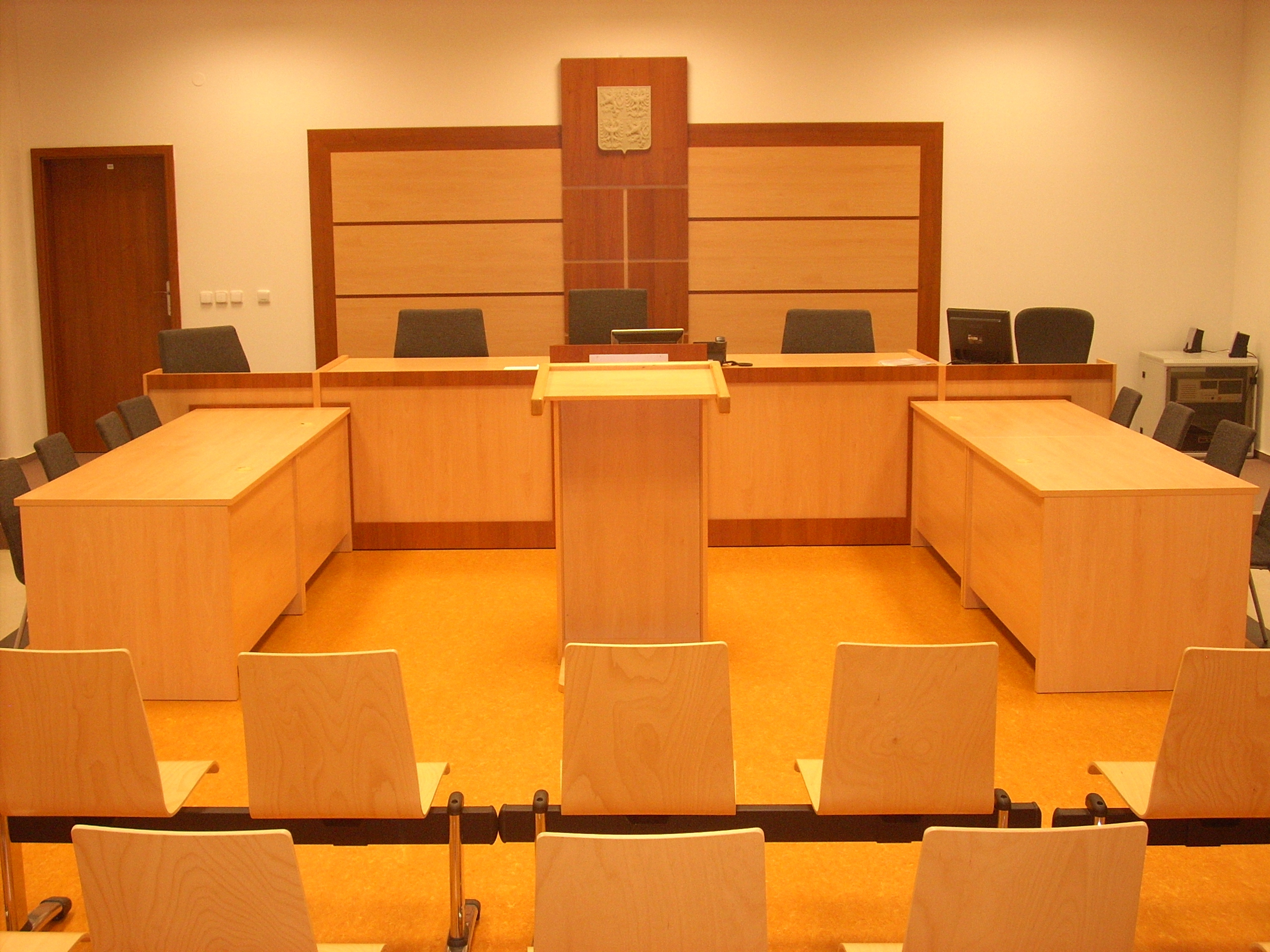
Зала судових засідань районного суду

У той час як засади судової влади в загальному вигляді викладені в Конституції та Чехословацькій Хартії основних прав і свобод, організація судової влади детально виписана в Законі № 6/2002 «Про суди і суддів».
Чотири інстанції чеських судів становлять:
 — 2 верховні суди (чеськ. nejvyšší soudy) — один для адміністративних і один для решти питань;
 — 2 вищі (високі) суди (чеськ. vrchní soud) — один в Празі і один в Оломоуці;
 — 8 регіональних судів (чеськ. krajské soudy);
 — 86 районні суди (чеськ. okresní soudy).
Є три різні юрисдикції:
- суди загальної юрисдикції;
- адміністративні суди;
- Конституційний суд Чеської Республіки.

Останні дві юрисдикції є спеціалізованими — якщо питання не віднесено до їх компетенції (за прямою вказівкою законодавства), то воно буде розглядатися в судах загальної юрисдикції.

### Конституційний Суд
Конституційний суд Чеської Республіки (чеськ. Ústavní soud České republiky) знаходиться поза загальною структурою судів. Його статус і повноваження закріплені безпосередньо в Конституції Чехії. Цей судовий орган відповідає за конституційність та захист основних прав і свобод людини, які випливають із конституційного ладу Чеської Республіки та призначений гарантувати конституційний характер здійснення державної влади.
Цього Конституційний суд досягає, головним чином, своєю владою анулювати закони (як повністю, так і в окремій частині), якщо вони знаходяться в конфлікті з конституційним ладом (найбільш важливі джерела якого — Конституція і Хартія основних прав і свобод). Це обумовлено тим, що конституційні закони є законодавчими актами вищої сили, їх прийняття вимагає кваліфікованої більшості в парламенті. Будь-яке інше законодавство підпорядковується їм. Цей процес називається конституційним (судовим) контролем. У зв'язку з цим існують повноваження суду приймати рішення про відповідність конституційному ладові міжнародного договору, що передує його ратифікації.
Місце перебування суду в Брно.

### Суди загальної юрисдикції
І кримінальні, і цивільні справи можуть прийматися до провадження як районними судами, так і обласними судами; іншими словами, районні та обласні суди діють як суди першої інстанції. Наприклад, у кримінальному судочинстві районні суди, як правило, розглядають справи по першій інстанції. Однак, коли покарання за злочин згідно обвинувачення перевищує 5 років, справа буде розглядатися обласним судом як судом першої інстанції.
Межі юрисдикцій районних судів не завжди збігаються з межами адміністративних районів.
Із двох Вищих судів один знаходиться у Празі та поширює свою юрисдикцію на Богемію; інший — в Оломоуці з юрисдикцією на Моравію і Сілезію. Вони опрацьовують апеляції у справах, що слухалися обласними судами як судами першої інстанції.
Верховний суд Чеської Республіки (чеськ. Nejvyšší soud České republiky), розташований у Брно, є найвищим судовим органом і в цивільних (у тому числі комерційних/господарських), і в кримінальних справах, за винятком питань, віднесених до компетенції Конституційного Суду або Вищого адміністративного суду. Як суд третьої інстанції він переглядає справи в касаційному й апеляційному порядку.

### Адміністративні суди
Чеська система адміністративних судів (чеськ. správní soudnictví) має два рівні. Нижчий складається зі спеціалізованих адміністративних палат у складі обласних судів, які діють як суди першої інстанції. Суд другої і останньої інстанції —  Вищий адміністративний суд Чеської Республіки  (чеськ. Nejvyšší správní soud České republiky), розташований у Брно. Як випливає з назви, він призначений виключно для адміністративної юстиції.
До питань, підсудних адміністративним судам, належать справи, пов'язані з виборами, реєстрацією політичних партій, рухів і компетенційні спори між державними органами.

## Посадові особи
Найбільш важливими особами в судочинстві є професійні судді (чеськ. soudce) й адвокати (чеськ. advokát), у кримінальних справах також державні прокурори (чеськ. státní zástupce), іноді засідателі (чеськ. přísedící). Існують також інші юридичні професії, представники котрих безпосередньо не беруть участі в судових процесах — нотаріуси (чеськ. notář) і судові виконавці (чеськ. soudní exekutor).

### Суддя
Суддя (чеськ. soudce) є центральною фігурою чеської судової системи, в силу чого його становище визначається самою Конституцією. Тут немає такого поняття, як журі присяжних, і сам суддя (або колегія суддів) постановляє як вироки, так і рішення.
Чеська Республіка має систему кар'єри в судовій владі. Конституція передбачає, що судді призначаються безстроково Президентом Республіки, і, як правило, не можуть бути відкликані. Для призначення необхідне подання міністра юстиції, контрасигноване Прем'єр-міністром. Законодавство вимагає, щоб суддя мав бездоганну репутацію, був випускником юридичної школи, не обмеженим у дієздатності, без судимості, а також він повинен погодитися із тим, що його посада несумісна з політичними функціями. Додаткові правила визначають, що суддя повинен бути принаймні 30-річного віку і пройти трирічне спеціалізоване навчання в судах.
Так як судова влада обмежена від впливу виконавчої і законодавчої влад, усі дисциплінарні питання суддів (а також державних прокурорів) належить розглядати самим суддівським корпусом, зокрема, дисциплінарними палатами Вищого адміністративного суду.
Міністерством юстиції був опублікований список із близько 1000 суддів, котрі до 1989 року були членами Комуністичної партії. Конституційний суд країни зауважив, що комуністичне минуле цих суддів може впливати на їхню правосвідомість у наш час.

### Прокурор
Єдиною особою, до повноважень якої належить унесення кримінального обвинувачення до суду, є державний прокурор. Департамент державних прокурорів (чеськ. státní zastupitelství) є частиною Міністерства юстиції.

### Адвокат
Усі юридично освічені люди, що забезпечують юридичне представництво в суді (і надають поради та інші послуги) називаються чеськ. advokát. Щоб мати можливість легально займатися юридичною практикою в Чехії, адвокат повинен спочатку отримати ступінь магістра від юридичного факультету; потенційний захисник повинен пройти 3-річну професійну підготовку, увінчану успішним складенням кваліфікаційного іспиту. Потім він повинен стати членом Чеської асоціації адвокатів (чеськ. Česká advokátní komora). Також допускаються члени аналогічних органів у державах ЄС.

### Засідателі
Засідателі вирішують справи спільно з професійним суддею в першій інстанції неспеціалізованих судів. Вони призначаються місцевими радами, муніципальними радами (чеськ. zastupitelstvo obce) до районних судів, а обласними радами (чеськ. zastupitelstvo kraje) — до обласних судів. Весь інститут засідателів є певним пережитком комуністичної ідеї популяризації судочинства.

## Законодавство
Чеська Республіка має правову систему континентального типу, вкорінену в романо-германській правовій культурі. Основним джерелом права є письмове узаконення. Основні галузі систематично кодифіковані, головним чином, у Цивільному кодексі та Кримінальному кодексі. Форма судочинства закріплена в кримінально-, цивільно- та адміністративно-процесуальних кодексах. Юридична сила різних чеських законодавчих джерел підкоряється ієрархії.

### Процес
Судові розгляди є усними та гласними, за винятками, зазначеними у законі (ювенальна юстиція тощо). Порядок відправлення правосуддя заснований на слідчій системі з особливостями змагальності. Журі присяжних відсутнє.
Кримінальний процес регулюється, головно, Кримінально-процесуальним кодексом (Закон № 141/1961). У розділі, присвяченому підготовчій процедурі, викладені роль органів, що беруть участь у кримінальному судочинстві (чеськ. orgány činné v trestním řízení) (а саме: поліція, прокурор і суд), дії при підготовці судового провадження (такі як допит свідків і збір доказів). Глава про судовий розгляд визначає порядок провадження у кримінальній справі, власне розбір справи судом і порядок апеляції. Хоча кодекс діє з 1961 року, його було змінено багато разів з 1989 року, додано принципово нові функції, такі як угода про визнання вини (2012). Законом № 218/2003 про ювенальну юстицію була введена окрема процедура для неповнолітніх, що обвинувачуються у вчиненні злочину.
Цивільний процес регулюється низкою законодавчих актів, найбільш важливим з яких є Цивільний процесуальний кодекс (Закон № 99/1963).
Адміністративна юстиція має справу з претензіями фізичних і юридичних осіб, які шукають захисту від незаконних рішень чи дій органів державної влади. Хоча у багатьох відношеннях адміністративне судочинство аналогічне цивільному процесу, воно відрізняється тим, що відповідачем тут є не суб'єкт приватного права, а державний орган. До тих суб'єктів права, що не є юридичними особами (наприклад, державних органів), позов не може бути пред'явлений в іншому порядку. Адміністративні спори, як правило, вирішуються в обласних судах, а регулюються процедурою, викладеною у Кодексі адміністративного судочинства (Закон № 150/2002).

### Помилування і амністія
Президент Чехії наділений конституційним правом позасудового втручання у кримінальне судочинство до, під час і після судового розгляду. Він може «здійснити помилування, пом'якшити покарання, призначене судом; дати вказівку не починати провадження у кримінальній справі, або призупинити розпочате провадження у кримінальній справі; зняти судимість» (тобто усунути правові наслідки злочинного діяння так, ніби цього ніколи не ставалося). Якщо він здійснює помилування в масовому порядку, це називається амністією. Ця прерогатива була використана кілька разів Вацлавом Гавелом для того, щоб підкреслити розрив з соціалістичним режимом, що існував до 1989 року.
У 2013 році Вацлав Клаус дав амністію приблизно третині ув'язнених, спричинивши розчарування громадськості та критику з боку багатьох суддів, у тому числі високопоставлених. В основі суперечки було зупинення серйозних справ по шахрайству, коли судовий розгляд затягувався на більш ніж вісім років. Захищаючи свій крок, Клаус послався на несхвалення Європейським Союзом тривалих судових розглядів. Його критики, з іншого боку, стверджували, що він марно перервав відправлення правосуддя у складних, гучних справах про серйозні фінансові злочини, ганебну приватизацію і корупцію. Сенат (верхня палата парламенту) подав позов проти Президента до Конституційного суду, звинувативши його в державній зраді.

## Аналіз і критика

### Доступ до правосуддя
Доповідь Агентства Європейського Союзу з основних прав критикує Чехію, в основному, за високу вартість і тривалість судочинства, що є давньою і поголовною проблемою. У доповіді говориться, зокрема, що середня тривалість цивільного судочинства в Чехії може зайняти кілька років в одному регіоні, але тільки кілька місяців — в іншому. В інших країнах ЄС це також вважається найбільш поширеною проблемою. Інші зауваги стосуються того, що правова допомога є не цілком достатньою (новий закон у даний час готується), а також недосконалий Антидискримінаційний Закон, у якому, серед іншого, передбачено зворотний тягар доказування у справах, пов'язаних із дискримінацією.
Міжнародна амністія повідомляє про неодноразові випадки дискримінації циган, особливо в галузі освіти.